# 辟闾浑
辟闾浑（？—399年），复姓辟闾氏，乐安郡（今山东省滨州市东部、淄博市西北部、东营市南部及寿光市一带）人，十六国、东晋官员。

## 生平
太元九年（384年），前秦青州刺史苻朗献青州向东晋投降，东晋朝廷设置幽州，以青州别驾辟闾浑为幽州刺史，镇守广固。
太元十二年（387年），后燕青州刺史陈留王慕容绍进攻青齐地区，被辟闾浑逼迫，退守黄巾固（今山东省章丘市以北）。
太元十七年（392年）夏季四月，齐国内史蒋喆杀死乐安郡太守辟闾濬，占据青州反叛，辟闾浑将蒋喆讨伐平定。
太元十九年（394年）十一月，后燕辽西王慕容农在龙水击败辟闾浑，因此进入临淄。
隆安三年（399年）八月，南燕王慕容德想要占据青齐地区，派遣使者前往劝降东晋幽州刺史辟闾浑，辟闾浑不答应，慕容德就派遣北地王慕容锺率领步兵和骑兵两万人进攻辟闾浑，慕容德自己从琅邪向北进攻。辟闾浑听说慕容德将到，迁徙百姓八千多户前往广固，派遣司马崔诞率领一千多人驻守薄荀固，又派遣平原郡太守张豁驻守柳泉，崔诞和张豁都响应慕容德的号召派遣儿子向慕容德投降。辟闾浑害怕，携带妻子儿女向北投奔北魏，慕容德派射声校尉刘纲率领骑兵追上，在莒城将辟闾浑斩首。辟闾浑的小儿子辟闾道秀自己回来，请求与父亲一起死。慕容德说：“辟闾浑虽然不忠诚，而他的儿子能孝顺，特别赦免。”

## 墓地
辟闾浑墓在原寿光县西南三十里，俗称钓鱼台。

## 家庭

### 父亲
- 辟闾蔚，齐王友

### 子女
- 辟闾道秀，东晋征虏将军属官